# Tuiuti Esporte Clube
O Tuiuti Esporte Clube (conhecido como Tuiuti ou pelo acrônimo TEC) é um clube da cidade de Cascavel, no estado do Paraná, no Brasil. Antigamente, disputava competições de futebol profissional. Suas cores são azul e branco. Mandava seus jogos no Estádio Ciro Nardi, hoje transformado no Centro Esportivo Ciro Nardi. Fazia, com o Comercial, seu principal rival, o clássico conhecido como Tuicial.
A principal conquista esportiva da equipe foi o título de vice-campeão da chave sul do Campeonato Paranaense da Segunda Divisão de 1968.
Ao final dos anos 60 o clube decidiu fechar o departamento de futebol profissional, permanecendo apenas como clube social e de esportes amadores..
Na década de 90 o Tuiuti teve time profissional de futsal, que chegou a ser vice-campeão estadual em 1996.

## Etimologia
"Tuiuti" é uma palavra de origem tupi, significando, nessa língua, "rio do lamaçal", através da junção de tuîuka (lamaçal) e ty (rio).
O nome do clube foi em homenagem a famosa batalha da Guerra do Paraguai.